# Häxorna
Häxorna (originaltitel: The Witches) är en barn-/ungdomsroman av Roald Dahl utgiven 1983.

## Handling
Romanen handlar om en pojke, vars föräldrar dör i en bilolycka, och som därför har flyttat till sin mormor i Norge. Väl i Norge berättar hans mormor sanningen om häxor, nämligen att de faktiskt existerar (och hatar barn!). När föräldrarnas testamente uppdagas måste mormodern och pojke, av anledningar de inte rår för, flytta till England. En semester i Norge planeras men efter ett tag bli mormodern sjuk och doktorn ger strikta order till dem båda emot att resa bortom England. I England tar de in på hotell, på vilket Englands häxor råkar ha sitt årliga möte. Pojken råkar tjuvlyssna på mötet och får då veta häxornas hemska planer på att döda alla barn i England. Pojken och hans mormor får ensamma försöka rädda England och dess barn. Häxor känns igen genom att de har blått spott, peruk och alltid har handskar på sig.

## Adaptioner
Romanen filmatiserades 1990, med samma originaltitel (svensk titel: Häxor), av regissören Nicolas Roeg med Anjelica Huston i rollen som Storhäxan och Mai Zetterling som mormor Helga.
År 2020 gjordes en ny filmatisering av boken, med Robert Zemeckis som filmens regissör och Anne Hathaway i rollen som Storhäxan.